# Kolczak czarny
Kolczak czarny, kolczak (Etmopterus spinax) – gatunek ryby koleniokształtnej z rodziny Etmopteridae.

## Występowanie
Północny Atlantyk od Tromsø (Norwegia) i Islandii po Senegal oraz Morze Śródziemne (w [Adriatyku bardzo rzadko). Przebywa zwykle na głębokości od 200 do 500 m (maksymalnie do 2000 m). Nocą pojawia się czasem w górnych warstwach wody. Na obszarach swego północnego występowania spotykany również w płytszych wodach (70–90 m).

## Opis
Osiąga do 90 cm długości (w Morzu Śródziemnym do 50 cm). Silnie wyciągnięte, smukłe ciało o długim pysku. Charakterystyczną cechą jest aksamitny wygląd skóry. Oczy duże, bez przesłony migawkowej. Tryskawki duże, nerkowate, umieszczone skośnie powyżej oczu. Pięć szczelin skrzelowych przed płetwami piersiowymi. Zęby szczęki górnej (27–31) pięciowierzchołkowe (czasem wyjątkowo jednowierzchołkowe, proste i igłowate) z jednym dużym wierzchołkiem oraz z dwoma małymi z każdej strony podstawy. Zęby szczęki dolnej (36–40) z bardzo skośnie ustawionym trójkątnym wierzchołkiem; krawędzie gładkie. Dwie płetwy grzbietowe. Pierwsza mniejsza od drugiej, a jej początek leży z tyłu nasady płetw piersiowych. Przed każdą płetwą grzbietową znajduje się mocny kolec – przy pierwszej mniejszy (sięga tylko do połowy wysokości płetwy), przy drugiej większy, sięgający do górnej krawędzi płetwy. Nasada drugiej płetwy grzbietowej bezpośrednio za nasadą płetw brzusznych. Płetwy piersiowe krótkie i czworokątne. Brak płetwy odbytowej. Duża, silna płetwa ogonowa. Wyraźna linia boczna. Ubarwienie czekoladowobrązowe do czarniawego, z mniej lub bardziej widocznym rysunkiem boków, wywołanym przechodzeniem na ich dolne partie intensywnie czarnego ubarwienia brzucha. Wnętrze jamy gębowej czarne. Na stronie brzusznej maleńkie, świetlne organy wydzielające intensywne zielone lub niebieskawe światło. Płetwa ogonowa u młodych osobników z wyraźną ciemną krawędzią.

## Odżywianie
Ryby, kałamarnice i krewetki.

## Rozród
Żyworodny (jajożyworodny). Młode o przeciętnej długości około 10 cm (15–20 w miocie), rodzą się latem.